# 1954 en combiné nordique
| Années du combiné nordique : 1951 - 1952 - 1953 - 1954 - 1955 - 1956 - 1957    |
| Décennies du combiné nordique : 1920 - 1930 - 1940 - 1950 - 1960 - 1970 - 1980 |

Cette page reprend les résultats de combiné nordique de l'année 1954.

## Festival de ski d'Holmenkollen
L'édition 1954 du festival de ski d'Holmenkollen fut annulée.

## Jeux du ski de Lahti
C'est le Finlandais Paavo Korhonen qui s'impose lors de l'épreuve de combiné des Jeux du ski de Lahti 1954. Il devance le Norvégien Gunder Gundersen. Le Finlandais Eeti Nieminen se classe troisième.

## Jeux du ski de Suède
Le championnat du monde se déroula lors des Jeux du ski de Suède, à Falun : l'épreuve de combiné donna lieu à un podium entièrement norvégien,
Sverre Stenersen remportant l'épreuve devant Gunder Gundersen et Kjetil Mårdalen.

## Championnat du monde
Le championnat du monde eut lieu à Falun, en Suède, lors des Jeux du ski de Suède.
L'épreuve de combiné donna lieu à un podium entièrement norvégien :
Sverre Stenersen remporte l'épreuve devant Gunder Gundersen et Kjetil Mårdalen.

## Championnats nationaux

### Championnats d'Allemagne
Les résultats des deux Championnats d'Allemagne de combiné nordique 1954 manquent.

### Championnat d'Estonie
Le Championnat d'Estonie 1954 fut organisé à Otepää. Il fut remporté par Uno Aavola devant le champion 1946 & 1947, Hugo Kaselaan. Osvald Mõttus complète le podium.

### Championnat des États-Unis
Le championnat des États-Unis 1954 se déroula à Ishpeming, dans le Michigan. Norman Oakvik a remporté le titre national.

### Championnat de Finlande
Les résultats du championnat de Finlande 1954 manquent.

### Championnat de France
Les résultats du championnat de France 1954 manquent.

### Championnat d'Islande
Skarphéðinn Guðmundsson remporta le championnat d'Islande 1954.

### Championnat d'Italie
Le podium du championnat d'Italie 1954 est en tous points identique à celui de l'année précédente : il fut remporté par Alfredo Prucker devant Bruno Mosele et Mario Faccin.

### Championnat de Norvège
Le championnat de Norvège 1954 se déroula à Kongsvinger.
Le vainqueur fut Sverre Stenersen, devant Gunder Gundersen et Kjetil Mårdalen.

### Championnat de Pologne
Le championnat de Pologne 1954 fut remporté par Józef Daniel Krzeptowski (pl), du club WKS Zakopane, dont c'était le sixième titre national.

### Championnat de Suède
Le championnat de Suède 1954 a distingué Lars-Erik Efverström (en), du club Vittjärvs IK. Le club champion fut le Djurgårdens IF, qui retrouvait là un titre qu'il n'avait plus conquis depuis 1940.

### Championnat de Suisse
Le Championnat de Suisse 1954 a eu lieu à Grindelwald.
Le champion 1954 fut Louis-Charles Golay.